# La Dernière Cible (film, 1988)
Pour les articles homonymes, voir L'inspecteur Harry est la dernière cible.
Série L'Inspecteur Harry
Le Retour de l'inspecteur Harry
(1983)
Pour plus de détails, voir Fiche technique et Distribution.
L'inspecteur Harry est la dernière cible ou Les Enjeux de la mort au Québec (The Dead Pool) est un film américain réalisé par Buddy Van Horn et sorti en 1988. C'est le cinquième et dernier épisode de la série de films L'Inspecteur Harry.

## Synopsis
L'inspecteur Harry Callahan vient de témoigner contre le parrain du crime Lou Janero, désormais en prison. L'affaire fait grand bruit. Callahan devient la cible des hommes de Janero ainsi que la coqueluche des médias. Après avoir tué quatre tueurs à gages lors d'une embuscade, Harry se voit assigner par le SFPD un nouvel équipier, le sino-américain Al Quan. Toujours très accueillant, Callahan lui conseille de se procurer un gilet pare-balles, car ses partenaires se font souvent tuer. Ils sont chargés d'enquêter sur l'overdose mortelle d'un chanteur de rock à succès, Johnny Squares. Celui-ci a été retrouvé dans sa caravane lors du tournage d'un clip réalisé par Peter Swan dans le port de San Francisco pour promouvoir le film Hotel Satan, également mis en scène par Swan. La mort du rockeur n'est apparemment pas une overdose typique, mais un meurtre.
L'enquête est très médiatisée et suivie, notamment par la journaliste Samantha Walker de Canal 8, qui ne lâche pas Harry Callahan. Ce dernier casse même l'une de ses caméras. Ses supérieurs le forcent alors à collaborer avec la jeune femme, pour éviter des poursuites judiciaires. Après Johnny Squares, un autre membre de l'équipe de Peter Swan, le producteur Dean Madison, est tué lors d'un braquage dans un restaurant de Chinatown. Callahan tue trois des voleurs alors que Quan capture le quatrième. Ils découvrent une liste dans la poche de Madison avec, entre autres, les noms de Callahan et Squares dessus. « Harry le charognard » découvre que le réalisateur Peter Swan participe à un jeu, une cagnotte du mort (deadpool), qui consiste à deviner quelle célébrité va mourir prochainement. Pire, l'inspecteur apprend qu'il est lui-même sur cette « liste noire », aux côtés du cinéaste. La critique de cinéma Molly Fisher, également sur la liste, est bientôt assassinée par un intrus prétendant être Swan. Cet incident provoque la panique parmi les célébrités survivantes et Swan est suspecté.

## Fiche technique
Sauf indication contraire, les informations mentionnées dans cette section peuvent être confirmées par la base de données cinématographiques IMDb,  présente dans la section « Liens externes ».
- Titre original : The Dead Pool
- Titre français : L'inspecteur Harry est la dernière cible
  - Titre français alternatif : La Dernière Cible
- Titre québécois : Les enjeux de la mort
- Réalisation : Buddy Van Horn
- Scénario : Steve Sharon (d'après les personnages créés par Harry Julian Fink et R. M. Fink)
- Histoire : Steve Sharon, Durk Pearson (en) et Sandy Shaw (en)
- Musique : Lalo Schifrin
- Photographie : Jack N. Green
- Montage : Ron Spang
- Décors : Edward C. Carfagno
- Producteur : David Valdes
- Sociétés de production : Warner Bros., Malpaso Productions
- Société de distribution : Warner Bros.
- Pays de production :  États-Unis
- Langue originale : anglais
- Format : Couleurs Technicolor - 35 mm - Son mono - 1,85:1
- Genre : policier, thriller
- Durée : 89 minutes
- Dates de sortie[2] :
  - États-Unis : 31 juillet 1988
  - France : 29 janvier 1989
- Classification[3] :
  - États-Unis : R
  - France : tous publics
- Affiche : Bill Gold (États-Unis)

## Distribution
- Clint Eastwood (VF : Jean-Claude Michel ; VQ : Jean Fontaine) : l'inspecteur Harry Callahan
- Patricia Clarkson (VF : Anne Jolivet ; VQ : Élizabeth Lesieur) : Samantha Walker
- Liam Neeson (VF : Hervé Bellon ; VQ : Luis de Cespedes) : Peter Swan
- Evan C. Kim (en) (VF : Vincent Violette ; VQ : Jean-Luc Montminy) : l'inspecteur Al Quan
- David Hunt (en) (VF : Roland Timsit) : Harlan Rook / Ed Butler
- Michael Currie (en) (VF : Marc Cassot) : le capitaine Donnelly
- Michael Goodwin (VF : Mario Santini ; VQ : Ronald France) : le lieutenant Ackerman
- John Allen Vick (VF : Jean-Claude Sachot) : le lieutenant Ruskowski
- Jim Carrey (VF : Serge Faliu ; VQ : Sébastien Dhavernas) : Johnny Squares (crédité James Carrey)
- Diego Chairs (VF : Marc de Georgi) : Hicks « le boucher »
- Kristopher Logan : un tireur
- Ronnie Claire Edwards : Molly Fisher
- Charles Martinet : un reporter au commissariat
- Patrick Van Horn : un reporter
- Shawn Elliott : Chester Docksteder
- Marc Alaimo : un garde du corps
- Justin Whalin : Jason
- le groupe Guns N' Roses (Slash, Axl Rose, Izzy Stradlin, Duff McKagan et Steven Adler) : des musiciens aux funérailles de Johnny Squares (caméos)

 Sources VF : RS Doublage, AlloDoublage, Les Voix de Clint Eastwood et CinéArtistes. Source VQ : Doublage Québec

## Production
Le tournage a eu lieu à San Francisco (Hayes Valley, Fisherman's Wharf, Presidio, San Francisco General Hospital Medical Center, San Francisco Naval Shipyard, Pacific Heights, The Embarcadero, Chinatown, studios KGO-TV, Potrero Hill, North Beach, etc.). Il s'est déroulé entre février et mars 1988.

## Musique
Bandes originales de L'Inspecteur Harry
Le Retour de l'inspecteur Harry
(1983)
La musique du film est composée par Lalo Schifrin, qui a travaillé sur tous les films de la saga, à l'exception de L'inspecteur ne renonce jamais.
Dans le film, la chanson Welcome to the Jungle qu'interprète Johnny Squares est en fait un titre des Guns N' Roses. Tous les membres du groupe, Axl Rose, Slash, Duff McKagan, Steven Adler et Izzy Stradlin, apparaissent d'ailleurs brièvement lors de la scène des funérailles de Johnny Squares. Le titre n'apparait cependant pas sur la bande originale commercialisée.
| 1.  | San Francisco Night                | 3:42 |
| 2.  | Main Title                         | 1:45 |
| 3.  | The Pool                           | 2:40 |
| 4.  | Time To Get Up                     | 2:06 |
| 5.  | High And Dry                       | 3:03 |
| 6.  | Something In Return                | 2:19 |
| 7.  | The Rules                          | 3:04 |
| 8.  | The Last Autograph                 | 4:09 |
| 9.  | The Car                            | 5:53 |
| 10. | Kidnap And Rescue                  | 4:30 |
| 11. | Harpoon                            | 3:11 |
| 12. | The Pier, The Bridge, And The City | 3:41 |

## Sortie et accueil

### Critique
Le film reçoit des critiques mitigées. Sur l’agrégateur de critiques Rotten Tomatoes, il obtient 53% d'avis favorables pour 34 critiques et une note moyenne de 5,4⁄10. Le consensus suivant résume les critiques compilées par le site : « Bien qu'il offre sa juste part de sensations fortes violentes et d'esprit dur, The Dead Pool termine la série Dirty Harry sur une note non inspirée ». Sur Metacritic, qui utilise une moyenne pondérée, le film obtient une note de 46⁄100 pour 15 critiques.
Roger Ebert du Chicago Sun-Times lui donne la note de 3,5⁄4 et le juge « aussi bon que l'original Dirty Harry » et le qualifie de « film intelligent, rapide et fait avec un vrai esprit ». Dans le Chicago Tribune, Gene Siskel lui assigne la même note et écrit notamment « le deuxième meilleur de la série, battu uniquement par l'original de 1971 [...] là où les suites précédentes ont été principalement des coups de feu austères, The Dead Pool est un thriller plein d'esprit, d'humour et de tension. » Dans The New York Times, Vincent Canby écrit quant à lui « possède quelques bonnes blagues, mais rien ne peut dissimuler le fait qu'il s'agit d'un mini-film en compagnie d'un personnage mythique. » On peut lire dans Variety « depuis l'original, Harry a toujours été un personnage fantastique, mais ses histoires ont été passionnantes. Ici, il reste absurdement séparé de la réalité dans un fil extrêmement boiteux qui vacille d'une fusillade à l'autre, ».

### Box-office
Ce cinquième et dernier film est le moins rentable de la saga. Il totalise 37 903 295 dollars sur le sol américain. En France, il enregistre 623 129 entrées.

## Anecdotes
- Le scénariste et dessinateur de bande dessinée américain Frank Miller, grand fan de la série des Inspecteur Harry, a affirmé que ce film l'avait déçu, et que l'histoire de Cet enfant de salaud (That Yellow Bastard) de Sin City était inspirée de ce dernier volet de L'Inspecteur Harry[22].
- Lorsque Harry et son équipier Al Quan regardent des extraits de films de Peter Swan, on peut reconnaître des scènes inspirées de bon nombre de films d'horreur, comme une femme qui s'enferme dans sa voiture pour échapper à un chien enragé qui renvoie au film Cujo.
- C'est le seul film de la série où Albert Popwell n'apparaît pas. Il incarnait des personnages différents dans les quatre précédents films.
- C'est l'un des premiers films de Jim Carrey. Il recroisera Clint Eastwood l'année suivante, dans Pink Cadillac, également mis en scène par Buddy Van Horn.
- Dans ce cinquième volet, Harry Callahan se sert à nouveau de son .44 Magnum d'origine, alors qu'à la fin du Retour de l'inspecteur Harry, il avait un .44 Magnum automatique qu'il utilisait au départ pour s'entraîner.
- Contrairement aux quatre films précédents, le visage du tueur n'est révélé qu'à la fin de l'histoire.